# Amblyornis subalaris
Amblyornis subalaris là một loài chim trong họ Ptilonorhynchidae.